# Friedrich Kühn
Friedrich Kühn född 7 augusti 1889 – död 15 februari 1944 i Berlin vid en allierad bombräd, var en tysk militär. Kühn befordrades till generalmajor i juli 1940 och till general i pansartrupperna i april 1943. Han tilldelades Riddarkorset av järnkorset i juli 1940.

## Befäl
- Pansartruppskolan 10 nov 1938 – 10 dec 1939
- 14. Panzer-Brigade 10 dec 1939 – 10 febr 1940
- 3. Panzer-Brigade 10 febr – 5 okt 1940
- 33. Panzer-Division  5 okt – 11 nov 1940
- 15. Panzer-Division 11 nov 1940 – 22 mars 1941
- 14. Panzer-Division 22 mars 1941 – 30 juni 1942
- Ansvarig för arméns mekanisering 10 sept 1942 – 23 febr 1943
- Ansvarig för försvarsmaktens mekanisering 13 febr 1943 – 15 febr 1944.